# Коефіцієнт зсуву
Коефіціє́нт зсу́ву (англ. location parameter) — це параметр розподілу ймовірності, що має спеціальний вигляд. Фізично конкретне значення даного параметра може бути пов'язане з вибором пункту відліку шкали вимірювання.

## Визначення
Нехай задано параметричне сімейство ймовірнісних розподілів, характеризованих їхньою функцією ймовірності або густиною ймовірності {\displaystyle f(x;b)}, де {\displaystyle b\in \mathbb {R} } — фіксований параметр. Цей параметр називається коефіцієнтом зсуву, якщо має місце уявлення:
{\displaystyle F(x;b)=f\left(x-b\right)},
де {\displaystyle f(x)} — фіксована функція ймовірності або густина ймовірності.

## Зауваження
- Легко[кому?] бачити, що якщо {\displaystyle f(x)} — функція або густина ймовірності випадкової величини {\displaystyle X}, то {\displaystyle f(x;b)} відповідно функція або густина ймовірності випадково величини {\displaystyle X+b} для будь-якого {\displaystyle b\in \mathbb {R} }.

## Приклад
Нехай випадкова величина {\displaystyle T_{C}} являє собою температуру в градусах Цельсія, що її заміряли в результаті деякого експерименту. Тоді випадкова величина {\displaystyle T_{K}=T_{C}+273.15} означає ту ж температуру, але в градусах Кельвіна. Якщо розподіл {\displaystyle T_{C}} задається густиною {\displaystyle f_{T_{C}}(t)}, то і {\displaystyle T_{K}} має густину, і крім того
{\displaystyle F_{T_{K}}(t)=f_{T_{C}}(t-273.15)}.